# 滨湖社区
滨湖社区，是中华人民共和国江苏省盐城市盐都区下辖的一个乡镇级行政单位。

## 行政区划
滨湖社区下辖以下地区：
平湖社区、北宋社区、迎湖村、镜湖村、陈庄村和倪杨村。